# الشعري

تعديل مصدري - تعديل

الشعري هي إحدى حارات حي يريم بمدينة يريم أحد مدن محافظة إب، بلغ تعداد سكانها 607 نسمة حسب تعداد اليمن لعام 2004.